# Marco Sgarbi
Marco Sgarbi (* 14. August 1982 in Mantua, Italien) ist ein italienischer Philosoph und Philosophiehistoriker sowie Hochschullehrer.
Nach der Promotion zum Doktor der Philosophie an der Universität Verona ist Sgarbi nunmehr seit 2019 Professor für Geschichte der Philosophie an der Universität Venedig. Er war Principal Investigator der ERC Starting Grant 2013 zu dem Projekt Aristotle in the Italian Vernacular: Rethinking Renaissance and Early-Modern Intellectual History (c. 1400–c. 1650). Im akademischen Jahr 2021/2022 war er Research Fellow am Max-Planck-Institut für Wissenschaftsgeschichte.
Sgarbi ist Mitglied der Accademia Nazionale Virgiliana und Herausgeber der Philosophical Readings, einer alle vier Monate erscheinenden Online-Zeitschrift, sowie der Publikationsreihe Bloomsbury Studies in the Aristotelian Tradition im Verlag Bloomsbury Publishing.
Sgarbi arbeitet vor allem im Bereich der Geschichte von Epistemologie und Logik. Er hat unter anderem verschiedene Arbeiten zu Immanuel Kant, zum Aristotelismus der italienischen Renaissance, darunter eine Studie zu Francesco Robortello, zur Geschichte der Aristotelischen Logik und zum Verhältnis des britischen Empirismus zu Aristoteles veröffentlicht.

## Schriften (Auswahl)
- The age of epistemology: Aristotelian logic in early modern philosophy 1500–1700. Bloomsbury, London 2023.
- Francesco Robortello (1516–1567). Architectural Genius of the Humanities. Routledge, London 2019.
- mit Matteo Cosci (Hrsg.): The Aftermath of Syllogism: Aristotelian Logical Argument from Avicenna to Hegel. Bloomsbury, London 2018.
- Profumo d’immortalità. Controversie sull’anima nella filosofia volgare del Rinascimento. Carocci, Rom 2016.
- Kant and Aristotle. Epistemology, Logic, and Method. SUNY Press, New York 2016.
- The Italian Mind. Vernacular Logic in Renaissance Italy. Brill, Leiden 2014.
- Kant e l'irrazionale. Mimesis, Mailand 2013.
- The Aristotelian Tradition and the Rise of British Empiricism. Logic and Epistemology in the British Isles (1570–1689). Springer, Dordrecht 2013.
- Kant on Spontaneity. Continuum, London-New York 2012.
- Immanuel Kant, Critica del Juicio. Maya, Madrid 2011.